# Anton Altmann der Jüngere
Anton Altmann (* 4. Juni 1808 in Wien; † 9. Juli 1871 in Wien) war ein österreichischer Landschaftsmaler.

## Leben

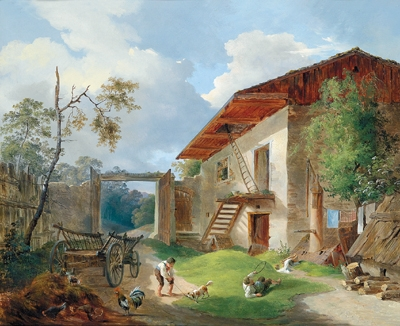
Kinder vor einem Bauernhaus, Öl auf Holz (1839)

Anton Altmann wurde als Sohn des gleichnamigen Malers Anton Altmann der Ältere (* 1777 in Datschitz in Mähren; † 26. Februar 1818 in Wien) geboren. Seine Vorfahren waren Maler, der Großvater Joseph hatte bereits Gemälde für Kirchen gemalt. Die Familie stammte ursprünglich aus Tirol, wanderte aber nach Mähren aus. Bereits im Alter von zehn Jahren hatte Altmann beide Elternteile verloren. Sein Bruder, der Pfarrer zu Trebitsch war, kümmerte sich um die weitere Erziehung des Jungen. Durch ihn konnte Altmann die Lateinschule in Brünn besuchen. Nach Wunsch seines Bruders sollte er studieren und später ebenfalls Geistlicher werden; Altmann interessierte sich aber nicht für diese Laufbahn, sondern viel mehr für die Natur. Deshalb malte er bereits in frühen Jahren, zunächst eher spielerisch. Er entschloss sich für ein Studium der Kunst, nicht der Theologie. Nachdem er seine Vorbildung absolviert hatte, besuchte er zwei Jahre lang die Kunstakademie zu Wien, wo er in der Kunst ausgebildet wurde. Während dieser Zeit wurde er für zwei Jahre finanziell gefördert, musste sich später aber seinen Unterhalt selbst verdienen. Dies fiel ihm nicht leicht, er fand aber 1829 eine Stelle als Zeichenlehrer des ungarischen Grafen Joseph Apponyi.
Ein Jahr lang unterrichtete er den Grafen, dann kehrte er in seine Heimat zurück und begann, sich mit der Ölmalerei zu beschäftigen, nachdem er sich zuvor nur dem Zeichnen gewidmet hatte. Er unterrichtete sich autodidaktisch in der Ölmalerei, seine Studien absolvierte er am liebsten in Wiener Galerien oder in der freien Natur. Dabei kam er aber nur langsam voran, da er immer wieder gezwungen war, sich seinen Lebensunterhalt anderweitig zu verdienen. Daher konnte er erst 1838 sein erstes Ölgemälde vollenden. Bereits im folgenden Jahr malte er ein weiteres Gemälde, das von Franz Karl von Österreich gekauft wurde. Dies ermunterte den Maler, sodass er sich weiter der Malerei widmete. Ab 1844 malte er größere Landschaften, seine Gemälde wurden von Malerkollegen und Kennern gelobt. Auch malte er Aquarelle, dies in seinen letzten Lebensjahren. Viele seiner Gemälde wurden von vornehmen und adligen Personen und auch von königlichen Höfen anderer Länder aufgekauft und in Ausstellungen gezeigt. Außerdem kaufte der Kunstverein Österreichs einige seiner Werke und verloste sie unter Mitgliedern.

## Werke (Auswahl)
Hauptwerke
- Waldpartie in Abendbeleuchtung (1851). Dieses Gemälde befindet sich im Schloss Belvedere.
- Sturmlandschaft. Dieses Gemälde befand sich im Besitz Franz Joseph I.
- Waldweg, im Besitz der Gräfin Ernestine von Schönborn.
- Sumpfbaum, von einem Herren von Fischer gekauft.
- Partie aus Mariaschein, von Franz Karl von Österreich erkauft.
- Sturmlandschaft. Auch dieses Gemälde gehörte dem Herren von Fischer.
- Partie von Hallein, gehörte einem Herren von Oetzelt
- Mühle in Salzburg. Dieses Gemälde befand sich im Besitz der Karoline Auguste von Bayern.
- Kreuzgang in Berchtesgaden, gehörte auch Karoline Auguste von Bayern.
- Kreuzgang in Neuburg, war auch im Besitz der Kaiserin.
- Hof im Neuburg, gehörte ebenfalls der Kaiserin.
- Hof in Mödling war auch von der Kaiserin gekauft worden.
- Bauernhaus, gehörte einem Grafen Keglowich.
- Waldpartie, gekauft von einem Grafen Czernin.
- Winterlandschaft, war im Besitz des Coburger Herzogs.
- Sumpflandschaft, gehörte dem Großfürsten Constantin von Rußland.

weitere Ölgemälde
- Gebirgslandschaft
- Der Abend

Folgende Gemälde wurden vom österreichischen Kunstverein angekauft und unter den Mitgliedern verlost
- Feldbrunnen an einem Waldausgang
- Waldausgang bei Abendbeleuchtung
- Gebirgsmühle
- Landschaft nach dem Regen

Aquarelle
- Ein Hof in Mödling bei Wien
- Parthie bei Zell am See
- Kalkofen bei Mondbeleuchtung
- Parthie bei St. Wolfgang
- Eine Stadtmauer
- Aus einem Steinbruch